# 巴斯克语系

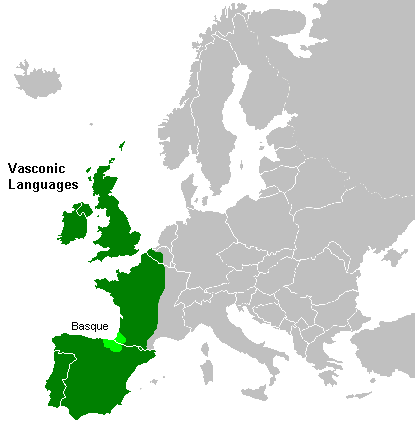
巴斯克语系的分布

巴斯克语系（Vasconic languages，来自拉丁语“巴斯克”）是假定的语系，包括巴斯克语和已灭绝的阿基坦语。已灭绝的伊比利亚语有时也包括在内。
巴斯克语系的概念通常与Theo Vennemann提出的巴斯克底层假说有关系，他推测巴斯克语的祖先是末次冰盛期时克罗马农人进入欧洲带来的语言，并在现代欧洲语言中留下蛛丝马迹。这假说遭到历史语言学界的普遍反对。
巴斯克语系的支持者认为，巴斯克语和已灭绝的阿基坦语是近亲，但这些观点在两方面与传统观点相矛盾：
1. 阿基坦语和巴斯克语理论主要有：
  - 阿基坦语是巴斯克语的祖语，并如Larry Trask指出：“阿基坦语同巴斯克语的关系如此密切，以至于我们可以出于实际目的将其视为巴斯克语的祖先”；[2]:402
  - 原始巴斯克语是阿基坦语和巴斯克语的共同祖先；
2. Trask、Koldo Zuazo、Koldo Mitxelena等学者认为巴斯克语方言是互通度各不相同的方言。[3]Trask说：“无论如何，不应像文献常见的那样夸大其多样性：方言的基本要素绝大多数是一致的，主要区别在词汇和一些低层音系规则。”[2]

伊比利亚语、古撒丁语、坎塔布里语之类已灭绝语言及其他现代语言都很难与巴斯克语系建立联系，都无法提供令人信服的数据。
根据现有资料构拟原始巴斯克语（Proto-Vasconic language）几乎是不可能的，需要更多数据与研究，同时还需要已灭绝的邻近语言（如伊比利亚语）的信息。